# Rohdea japonica
Rohdea japonica ist die einzige Pflanzenart der Gattung Rohdea in der Unterfamilie Nolinoideae innerhalb der Familie der Spargelgewächse (Asparagaceae). Sie ist von Ostasien und Südwestchina bis nach Japan heimisch. Der Gattungsname Rohdea ehrt den Botaniker Michael Rohde (1782–1812) aus Bremen.

## Beschreibung
Rohdea japonica ist eine immergrüne, ausdauernde krautige Pflanze mit Rhizomen und faserigen Wurzeln. Die in einer grundständigen Rosette zusammenstehenden Laubblätter sind breit lanzettlich, 15 bis 50 cm lang und 2,5 bis 7 cm breit, mit einer zugespitzten Blattspitze.
In gestauchten, 3 bis 4 cm langen, dichten, ährigen Blütenständen sind die Blüten zusammengefasst. Die blassgelben Blüten sind 4 bis 5 mm lang und dreizählig. Die roten Beeren besitzen einen Durchmesser von etwa 8 mm und sitzen in dichten Büscheln zu mehreren zusammen.

## Nutzung
Rohdea japonica wird als Zierpflanze kultiviert. Auf Chinesisch heißt sie wan nian qing und auf Japanisch omoto.
Rohdea japonica wird auch in der traditionellen chinesischen Medizin verwendet, obwohl die Pflanze als ungenießbar und möglicherweise sogar als giftig gilt.